# Meloe kabuliensis
Meloe kabuliensis es una especie de coleóptero de la familia Meloidae.

## Distribución geográfica
Habita en Afganistán.